# Dieudonné Dikapa
 Dieudonné Dikapa  (né à Kamukunyi le 2 août en 1965) est un homme politique de la République démocratique du Congo et député national, élu de la circonscription de Kazumba dans la province de Kasaï-Central,,,.

## Biographie
Dieudonné Dikapa est né à Kamukunyi le 2 août 1965, élu député national dans la circonscription électorale de Kazumba dans la province de Kasaï-Central, il est membre du regroupement politique PPPD.